# Playing Place
Playing Place är en by i Cornwall distrikt i Cornwall grevskap i England. Byn är belägen 4,1 km 
från Truro. Orten har 755 invånare (2015).